# Tristana
Tristana is een Frans-Italiaans-Spaanse film van Luis Buñuel uit 1970. Het is de derde keer dat de cineast een roman van Benito Pérez Galdós verfilmde.
Niettegenstaande het incident rond de film Viridiana, werd de film gedraaid in het Spanje van Franco. In de originele Spaanse versie wordt Catherine Deneuve nagesynchroniseerd door een Spaanse actrice.

## Verhaal
Het verhaal speelt zich af in Toledo. Tristana wordt na de dood van haar ouders opgevangen door haar oom, Don Lope. Don Lope is een wellustige, maar gerespecteerde aristocraat met antiklerikale, liberale en socialistische opvattingen. Op een dag krijgt hij interesse voor zijn nichtje annex pleegdochter. Hij verleidt haar en zij wordt zijn minnares, maar zij wordt verliefd op de jonge kunstschilder Horacio en trekt met hem naar Madrid. Zij krijgt twee jaar later een tumor op haar knie en haar been moet geamputeerd worden. Tristana raakt verbitterd en weigert te huwen met de jongeman. Zij keert terug naar haar oom en trouwt met hem. Wanneer op een nacht haar oom ziek wordt en Tristana om hulp roept, doet ze alsof zij een arts belt. Terwijl het sneeuwt, zet zij het raam open om de dood sneller te laten intreden.

## Rolverdeling
| Acteur            | Personage    |
| ----------------- | ------------ |
| Catherine Deneuve | Tristana     |
| Fernando Rey      | Don Lope     |
| Franco Nero       | Horacio      |
| Lola Gaos         | Saturna      |
| Antonio Casas     | Don Cosme    |
| Jesús Fernández   | Saturno      |
| Denise Menace     | Armanda      |
| Vicente Solar     | Don Ambrosio |